# Vierschanzentournee 2014/15
Die 63. Vierschanzentournee 2014/15 war eine als Teil des Skisprung-Weltcups 2014/15 von der FIS zwischen dem 27. Dezember 2014 und dem 6. Januar 2015 stattfindende Reihe von Skisprungwettkämpfen. Titelverteidiger war der Österreicher Thomas Diethart. Die Wettkampfstätten waren wie jedes Jahr die Skisprungschanzen von Oberstdorf, Garmisch-Partenkirchen, Innsbruck und Bischofshofen. Wie für alle Weltcupspringen gab es auch für die vier Tourneeetappen Weltcuppunkte für die Springer. Die Gesamtwertung gewann Stefan Kraft, womit zum siebten Mal in Folge nach Wolfgang Loitzl (2008/09), Andreas Kofler (2009/10), Thomas Morgenstern (2010/11), Gregor Schlierenzauer (2011/12 und 2012/13) und eben auch Thomas Diethart (2013/14) ein österreichischer Skispringer erfolgreich war. Insgesamt war es der 16. Tourneesieg für Österreich.

## Vorfeld
Vor der Vierschanzentournee wurden bereits neun Einzelspringen im Weltcup absolviert. Die Saison begann Ende November 2014 im deutschen Klingenthal.

### Gesamtweltcupstand vor der Vierschanzentournee
| Rang | Name                  | Nation      | Punkte |
| ---- | --------------------- | ----------- | ------ |
| 01.  | Anders Fannemel       | Norwegen    | 472    |
| 02.  | Roman Koudelka        | Tschechien  | 470    |
| 03.  | Michael Hayböck       | Österreich  | 433    |
| 04.  | Severin Freund        | Deutschland | 423    |
| 05.  | Simon Ammann          | Schweiz     | 390    |
| 05.  | Peter Prevc           | Slowenien   | 390    |
| 07.  | Stefan Kraft          | Österreich  | 337    |
| 08.  | Gregor Schlierenzauer | Österreich  | 327    |
| 09.  | Noriaki Kasai         | Japan       | 236    |
| 10.  | Anders Bardal         | Norwegen    | 228    |

### Nominierte Athleten
Die Anzahl der Athleten, die eine Nation an den Start schicken darf, ist abhängig von den zuvor im Weltcup erzielten Ergebnissen. Deutschland und Österreich dürfen als austragende Nationen in Oberstdorf und Garmisch-Partenkirchen (Deutschland) bzw. in Innsbruck und Bischofshofen (Österreich) zusätzlich eine nationale Gruppe mit sechs weiteren Springern an den Start schicken.
An der 63. Vierschanzentournee nahmen insgesamt 88 Athleten aus 19 Nationen teil (in Klammern die Anzahl von Athleten pro Nation):
| Nation                 | Athleten |
| ---------------------- | --- |
| Deutschland (13)       | Markus Eisenbichler, Richard Freitag, Severin Freund, Marinus Kraus, Stephan Leyhe, Michael Neumayer, Daniel Wenig; in Oberstdorf und Garmisch-Partenkirchen: Sebastian Bradatsch, Tim Fuchs, Karl Geiger, Martin Hamann, Andreas Wank, Paul Winter                                  |
| Österreich (13)        | Thomas Diethart (Titelverteidiger), Manuel Fettner, Michael Hayböck, Andreas Kofler, Stefan Kraft, Manuel Poppinger, Gregor Schlierenzauer; in Innsbruck und Bischofshofen: Clemens Aigner, Florian Altenburger, Daniel Huber, Markus Schiffner, Elias Tollinger, Ulrich Wohlgenannt |
| Bulgarien (1)          | Wladimir Sografski |
| Estland (2)            | Martti Nõmme, Siim-Tanel Sammelselg |
| Finnland (4)           | Lauri Asikainen, Anssi Koivuranta, Jarkko Määttä, Sami Niemi |
| Frankreich (2)         | Vincent Descombes Sevoie, Ronan Lamy Chappuis |
| Griechenland (1)       | Nico Polychronidis (außer in Bischofshofen) |
| Italien (3)            | Davide Bresadola, Federico Cecon, Daniele Varesco |
| Japan (6)              | Daiki Itō, Noriaki Kasai, Junshirō Kobayashi, Kento Sakuyama, Reruhi Shimizu, Taku Takeuchi |
| Kanada (1)             | Matthew Rowley |
| Kasachstan (2)         | Marat Schaparow, Konstantin Sokolenko |
| Norwegen (7)           | Anders Bardal, Anders Fannemel, Johann André Forfang, Anders Jacobsen, Phillip Sjøen, Daniel-André Tande, Rune Velta |
| Polen (8)              | Dawid Kubacki, Kamil Stoch, Aleksander Zniszczoł, Piotr Żyła; in Oberstdorf und Garmisch-Partenkirchen: Klemens Murańka, Jan Ziobro; in Innsbruck und Bischofshofen: Krzysztof Biegun, Bartłomiej Kłusek                                                                             |
| Russland (4)           | Wladislaw Bojarinzew, Ilmir Chasetdinow, Michail Maximotschkin, Dmitri Wassiljew |
| Schweiz (4)            | Simon Ammann; in Garmisch-Partenkirchen, Innsbruck und Bischofshofen: Gregor Deschwanden, Gabriel Karlen; in Garmisch-Partenkirchen und Innsbruck: Killian Peier |
| Slowenien (7)          | Jernej Damjan, Nejc Dežman, Robert Kranjec, Peter Prevc, Matjaž Pungertar; in Oberstdorf und Garmisch-Partenkirchen: Anže Lanišek; in Innsbruck und Bischofshofen: Rok Justin |
| Südkorea (3)           | Choi Seou; in Oberstdorf und Garmisch-Partenkirchen: Choi Heung-chul; in Innsbruck und Bischofshofen: Kim Hyun-ki |
| Tschechien (5)         | Jakub Janda, Roman Koudelka, Jan Matura; in Oberstdorf und Garmisch-Partenkirchen: Antonín Hájek; in Innsbruck und Bischofshofen: Lukáš Hlava |
| Vereinigte Staaten (2) | Nicholas Alexander, Nicholas Fairall |

Die vormaligen Tourneesieger Wolfgang Loitzl (Österreich; Sieger 2008/09) und Janne Ahonen (Finnland; 1998/99, 2002/03, 2004/05, 2005/06, 2007/08) wurden aufgrund von nachlassenden Leistungen im Weltcup nicht für die Tournee nominiert.

## Austragungsorte

### Oberstdorf
Erdinger Arena (Große Schattenbergschanze, HS137)

Die Qualifikation für das Auftaktspringen der 63. Vierschanzentournee in Oberstdorf fand am 27. Dezember 2014 statt. Der für den 28. Dezember 2014 geplante Wettkampf musste nach zahlreichen Verschiebungen und Unterbrechungen aufgrund von Schneefall und heftigem Wind jedoch nach elf Springern im ersten Durchgang abgebrochen werden und wurde am Folgetag ausgetragen.
| Rang | Name            | Punkte | Weite 1 | Weite 2 |
| ---- | --------------- | ------ | ------- | ------- |
| 01   | Stefan Kraft    | 291,9  | 136,5 m | 129,0 m |
| 02   | Michael Hayböck | 285,0  | 137,5 m | 132,5 m |
| 03   | Peter Prevc     | 283,9  | 139,5 m | 125,5 m |
| 04   | Kamil Stoch     | 274,9  | 129,0 m | 131,0 m |
| 05   | Andreas Kofler  | 274,8  | 135,5 m | 126,0 m |
| 06   | Anders Fannemel | 270,7  | 128,5 m | 131,0 m |
| 07   | Roman Koudelka  | 265,3  | 131,0 m | 127,0 m |
| 08   | Noriaki Kasai   | 264,3  | 137,5 m | 123,0 m |
| 09   | Daiki Itō       | 262,5  | 128,0 m | 128,0 m |
| 09   | Jernej Damjan   | 262,5  | 126,5 m | 130,5 m |
| 11   | Lauri Asikainen | 258,6  | 131,0 m | 125,0 m |
| 12   | Phillip Sjøen   | 256,7  | 128,5 m | 127,0 m |
| 13   | Severin Freund  | 255,0  | 126,0 m | 124,5 m |
| 14   | Anders Jacobsen | 254,7  | 126,5 m | 124,5 m |
| 15   | Richard Freitag | 251,4  | 124,5 m | 125,0 m |

| Rang | Name                     | Punkte | Weite 1 | Weite 2 |
| ---- | ------------------------ | ------ | ------- | ------- |
| 16   | Rune Velta               | 248,1  | 125,5 m | 121,0 m |
| 17   | Gregor Schlierenzauer    | 247,5  | 133,0 m | 119,5 m |
| 18   | Marinus Kraus            | 246,9  | 129,0 m | 118,0 m |
| 19   | Stephan Leyhe            | 241,8  | 120,0 m | 119,5 m |
| 20   | Taku Takeuchi            | 239,3  | 128,0 m | 116,5 m |
| 21   | Anders Bardal            | 236,4  | 122,0 m | 124,0 m |
| 22   | Daniel Wenig             | 236,1  | 116,0 m | 119,5 m |
| 23   | Dmitri Wassiljew         | 236,0  | 124,0 m | 116,0 m |
| 24   | Robert Kranjec           | 231,8  | 120,0 m | 119,5 m |
| 25   | Michael Neumayer         | 230,2  | 124,5 m | 123,0 m |
| 26   | Piotr Żyła               | 227,2  | 125,0 m | 110,5 m |
| 27   | Thomas Diethart          | 222,3  | 107,5 m | 123,0 m |
| 28   | Johann André Forfang     | 220,3  | 111,0 m | 119,5 m |
| 29   | Vincent Descombes Sevoie | 217,1  | 112,0 m | 119,5 m |
| 30   | Wladislaw Bojarinzew     | 173,4  | 103,0 m | 106,0 m |

### Garmisch-Partenkirchen
Große Olympiaschanze (HS140)

Die Qualifikation für das zweite Springen in Garmisch-Partenkirchen, das sogenannte Neujahrsspringen, fand am 31. Dezember 2014 statt. Am 1. Januar 2015 wurde der Wettkampf ausgetragen.
| Rang | Name                  | Punkte | Weite 1 | Weite 2 |
| ---- | --------------------- | ------ | ------- | ------- |
| 01   | Anders Jacobsen       | 286,0  | 135,5 m | 136,5 m |
| 02   | Simon Ammann          | 279,4  | 138,0 m | 133,0 m |
| 03   | Peter Prevc           | 276,9  | 136,5 m | 136,0 m |
| 04   | Gregor Schlierenzauer | 275,7  | 132,5 m | 139,5 m |
| 05   | Rune Velta            | 272,7  | 134,0 m | 136,5 m |
| 06   | Stefan Kraft          | 270,0  | 132,0 m | 135,0 m |
| 07   | Michael Hayböck       | 269,8  | 134,0 m | 138,0 m |
| 08   | Noriaki Kasai         | 269,7  | 133,5 m | 137,5 m |
| 09   | Richard Freitag       | 261,8  | 127,0 m | 134,5 m |
| 10   | Severin Freund        | 260,2  | 127,5 m | 135,5 m |
| 11   | Roman Koudelka        | 257,1  | 132,5 m | 133,0 m |
| 12   | Andreas Kofler        | 249,4  | 127,5 m | 128,0 m |
| 13   | Marinus Kraus         | 248,1  | 132,0 m | 126,5 m |
| 14   | Anders Fannemel       | 245,3  | 129,5 m | 127,0 m |
| 15   | Kamil Stoch           | 243,8  | 123,5 m | 126,0 m |

| Rang | Name                 | Punkte | Weite 1 | Weite 2 |
| ---- | -------------------- | ------ | ------- | ------- |
| 16   | Stephan Leyhe        | 243,3  | 127,0 m | 126,5 m |
| 17   | Piotr Żyła           | 241,7  | 127,0 m | 127,0 m |
| 18   | Jarkko Määttä        | 239,0  | 121,0 m | 133,5 m |
| 19   | Johann André Forfang | 237,9  | 125,5 m | 125,0 m |
| 19   | Taku Takeuchi        | 237,9  | 125,0 m | 132,0 m |
| 21   | Anders Bardal        | 237,4  | 121,5 m | 124,0 m |
| 22   | Dmitri Wassiljew     | 236,5  | 125,5 m | 123,5 m |
| 23   | Michael Neumayer     | 236,2  | 127,5 m | 127,5 m |
| 23   | Phillip Sjøen        | 236,2  | 124,0 m | 130,5 m |
| 25   | Thomas Diethart      | 233,9  | 124,0 m | 122,0 m |
| 26   | Daiki Itō            | 233,4  | 124,0 m | 122,5 m |
| 27   | Jan Matura           | 232,2  | 123,5 m | 127,5 m |
| 28   | Gregor Deschwanden   | 217,2  | 121,0 m | 118,0 m |
| 29   | Junshirō Kobayashi   | 196,2  | 122,5 m | 111,0 m |
| 30   | Andreas Wank         | 191,8  | 118,5 m | 107,0 m |

#### Tournee-Zwischenstand
Unter Berücksichtigung der Ergebnisse von Oberstdorf und Garmisch-Partenkirchen ergab sich folgender Zwischenstand in der Tournee-Gesamtwertung (angeführt sind die zehn besten Springer):
| Rang | Name                  | Punkte |
| ---- | --------------------- | ------ |
| 01   | Stefan Kraft          | 561,9  |
| 02   | Peter Prevc           | 560,8  |
| 03   | Michael Hayböck       | 554,8  |
| 04   | Anders Jacobsen       | 540,7  |
| 05   | Noriaki Kasai         | 534,0  |
| 06   | Andreas Kofler        | 524,2  |
| 07   | Gregor Schlierenzauer | 523,2  |
| 08   | Roman Koudelka        | 522,4  |
| 09   | Rune Velta            | 520,8  |
| 10   | Kamil Stoch           | 518,7  |

### Innsbruck
Bergiselschanze (HS130)

Die Qualifikation für das dritte Springen in Innsbruck fand am 3. Januar 2015 statt. Am 4. Januar 2015 wurde der Wettkampf ausgetragen. In diesem wurde der von Sven Hannawald aufgestellte Schanzenrekord, der bei 134,5 m lag, gleich zweimal übertroffen. Im ersten Durchgang erreichte der Österreicher Stefan Kraft eine Weite von 137,0 m, bevor Michael Hayböck (ebenfalls Österreich) im zweiten Durchgang noch einen Meter weiter auf 138,0 m sprang, dabei aber mit der linken Hand in den Schnee griff.
| Rang | Name                  | Punkte | Weite 1 | Weite 2 |
| ---- | --------------------- | ------ | ------- | ------- |
| 01.  | Richard Freitag       | 278,5  | 133,5 m | 132,0 m |
| 02.  | Stefan Kraft          | 273,5  | 137,0 m | 127,0 m |
| 03.  | Simon Ammann          | 263,7  | 132,0 m | 130,5 m |
| 03.  | Noriaki Kasai         | 263,7  | 128,5 m | 132,0 m |
| 05.  | Gregor Schlierenzauer | 262,4  | 127,0 m | 129,5 m |
| 06.  | Michael Hayböck       | 257,5  | 125,0 m | 138,0 m |
| 07.  | Kamil Stoch           | 252,8  | 127,0 m | 130,0 m |
| 08.  | Severin Freund        | 249,4  | 131,0 m | 126,5 m |
| 09.  | Anders Jacobsen       | 248,8  | 133,5 m | 124,0 m |
| 10.  | Roman Koudelka        | 248,6  | 124,0 m | 125,5 m |
| 11.  | Peter Prevc           | 245,2  | 123,0 m | 133,0 m |
| 12.  | Johann André Forfang  | 244,1  | 131,5 m | 126,0 m |
| 13.  | Piotr Żyła            | 242,7  | 130,5 m | 123,5 m |
| 14.  | Marinus Kraus         | 228,9  | 123,5 m | 119,0 m |
| 15.  | Stephan Leyhe         | 226,2  | 119,5 m | 120,5 m |

| Rang | Name                 | Punkte | Weite 1 | Weite 2 |
| ---- | -------------------- | ------ | ------- | ------- |
| 16.  | Dmitri Wassiljew     | 225,6  | 126,5 m | 118,5 m |
| 17.  | Manuel Fettner       | 224,0  | 120,0 m | 121,5 m |
| 18.  | Michael Neumayer     | 223,3  | 123,0 m | 121,0 m |
| 19.  | Matjaž Pungertar     | 222,4  | 122,5 m | 123,5 m |
| 20.  | Jarkko Määttä        | 222,2  | 125,5 m | 124,0 m |
| 21.  | Nejc Dežman          | 221,9  | 122,0 m | 120,0 m |
| 22.  | Dawid Kubacki        | 220,7  | 125,0 m | 118,5 m |
| 23.  | Thomas Diethart      | 219,0  | 117,0 m | 121,0 m |
| 24.  | Anders Fannemel      | 216,7  | 126,0 m | 112,5 m |
| 25.  | Ronan Lamy Chappuis  | 210,3  | 117,0 m | 119,0 m |
| 26.  | Jan Matura           | 208,2  | 121,5 m | 111,0 m |
| 27.  | Wladislaw Bojarinzew | 206,3  | 114,0 m | 114,5 m |
| 28.  | Aleksander Zniszczoł | 202,1  | 124,5 m | 107,0 m |
| 29.  | Jernej Damjan        | 194,7  | 114,5 m | 111,0 m |
| 30.  | Lauri Asikainen      | 184,3  | 112,5 m | 105,0 m |

#### Tournee-Zwischenstand
Nach den ersten drei Stationen der Vierschanzentournee hatte der Österreicher Stefan Kraft auf dem ersten Platz bereits einen Vorsprung von über 20 Punkten. Unter Berücksichtigung der Ergebnisse von Oberstdorf, Garmisch-Partenkirchen und Innsbruck ergab sich folgender Zwischenstand in der Tournee-Gesamtwertung (angeführt sind die zehn besten Springer):
| Rang | Name                  | Punkte |
| ---- | --------------------- | ------ |
| 01.  | Stefan Kraft          | 835,4  |
| 02.  | Michael Hayböck       | 812,3  |
| 03.  | Peter Prevc           | 806,0  |
| 04.  | Noriaki Kasai         | 797,7  |
| 05.  | Richard Freitag       | 791,7  |
| 06.  | Anders Jacobsen       | 789,5  |
| 07.  | Gregor Schlierenzauer | 785,6  |
| 08.  | Kamil Stoch           | 771,5  |
| 09.  | Roman Koudelka        | 771,0  |
| 10.  | Severin Freund        | 764,6  |

### Bischofshofen
Paul-Außerleitner-Schanze (HS140)

Die Qualifikation für das abschließende, vierte Springen in Bischofshofen, traditionell auch Dreikönigsspringen genannt, fand am 5. Januar 2015 statt. Überschattet wurde diese sowie das vorangegangene Training vom Sturz mehrerer Springer. Den schwersten Sturz hatte der US-Amerikaner Nicholas Fairall, der eine Wirbelsäulenverletzung erlitt und noch am selben Abend notoperiert werden musste. Am 6. Januar 2015 wurde der Wettkampf ausgetragen.
| Rang | Name                  | Punkte | Weite 1 | Weite 2 |
| ---- | --------------------- | ------ | ------- | ------- |
| 01   | Michael Hayböck       | 288,4  | 137,5 m | 136,5 m |
| 02   | Noriaki Kasai         | 277,1  | 132,5 m | 137,0 m |
| 03   | Stefan Kraft          | 271,3  | 133,5 m | 132,0 m |
| 04   | Peter Prevc           | 271,2  | 133,0 m | 134,5 m |
| 05   | Anders Jacobsen       | 270,6  | 130,5 m | 136,0 m |
| 06   | Richard Freitag       | 265,1  | 129,5 m | 133,5 m |
| 07   | Gregor Schlierenzauer | 264,6  | 132,0 m | 130,0 m |
| 08   | Severin Freund        | 257,9  | 131,0 m | 128,5 m |
| 09   | Anders Fannemel       | 248,4  | 130,0 m | 127,0 m |
| 10   | Simon Ammann1         | 246,7  | 130,5 m | 136,0 m |
| 11   | Nejc Dežman           | 245,7  | 125,0 m | 132,0 m |
| 12   | Michael Neumayer      | 243,1  | 127,5 m | 126,5 m |
| 13   | Roman Koudelka        | 242,4  | 125,5 m | 128,5 m |
| 14   | Daniel-André Tande    | 238,2  | 124,0 m | 127,5 m |
| 15   | Kamil Stoch           | 237,9  | 126,5 m | 124,5 m |

| Rang | Name               | Punkte | Weite 1 | Weite 2 |
| ---- | ------------------ | ------ | ------- | ------- |
| 16   | Taku Takeuchi      | 235,8  | 125,0 m | 128,0 m |
| 17   | Matjaž Pungertar   | 234,4  | 129,5 m | 120,5 m |
| 18   | Rune Velta         | 232,9  | 121,0 m | 128,5 m |
| 19   | Gregor Deschwanden | 231,1  | 124,0 m | 126,5 m |
| 20   | Marinus Kraus      | 231,0  | 125,5 m | 123,5 m |
| 21   | Dmitri Wassiljew   | 226,8  | 124,5 m | 126,0 m |
| 22   | Anders Bardal      | 226,3  | 127,0 m | 123,0 m |
| 23   | Thomas Diethart    | 224,6  | 122,5 m | 123,0 m |
| 24   | Manuel Fettner     | 222,0  | 122,0 m | 122,5 m |
| 25   | Ilmir Chasetdinow  | 221,8  | 120,5 m | 122,0 m |
| 26   | Stephan Leyhe      | 220,5  | 120,5 m | 121,0 m |
| 27   | Jan Matura         | 218,3  | 121,0 m | 120,0 m |
| 28   | Jernej Damjan      | 214,9  | 119,5 m | 122,5 m |
| 29   | Robert Kranjec     | 211,9  | 121,5 m | 117,5 m |
| 30   | Manuel Poppinger   | 193,4  | 120,0 m | 112,0 m |

1 Im zweiten Durchgang des Wettbewerbes konnte der Schweizer Simon Ammann einen Sprung auf 136,0 m nicht sicher stehen und stürzte daraufhin schwer. Am folgenden Tag wurde bekannt, dass er sich dabei eine schwere Gehirnerschütterung und starke Prellungen im Gesicht zugezogen hat.

## Tournee-Endstand

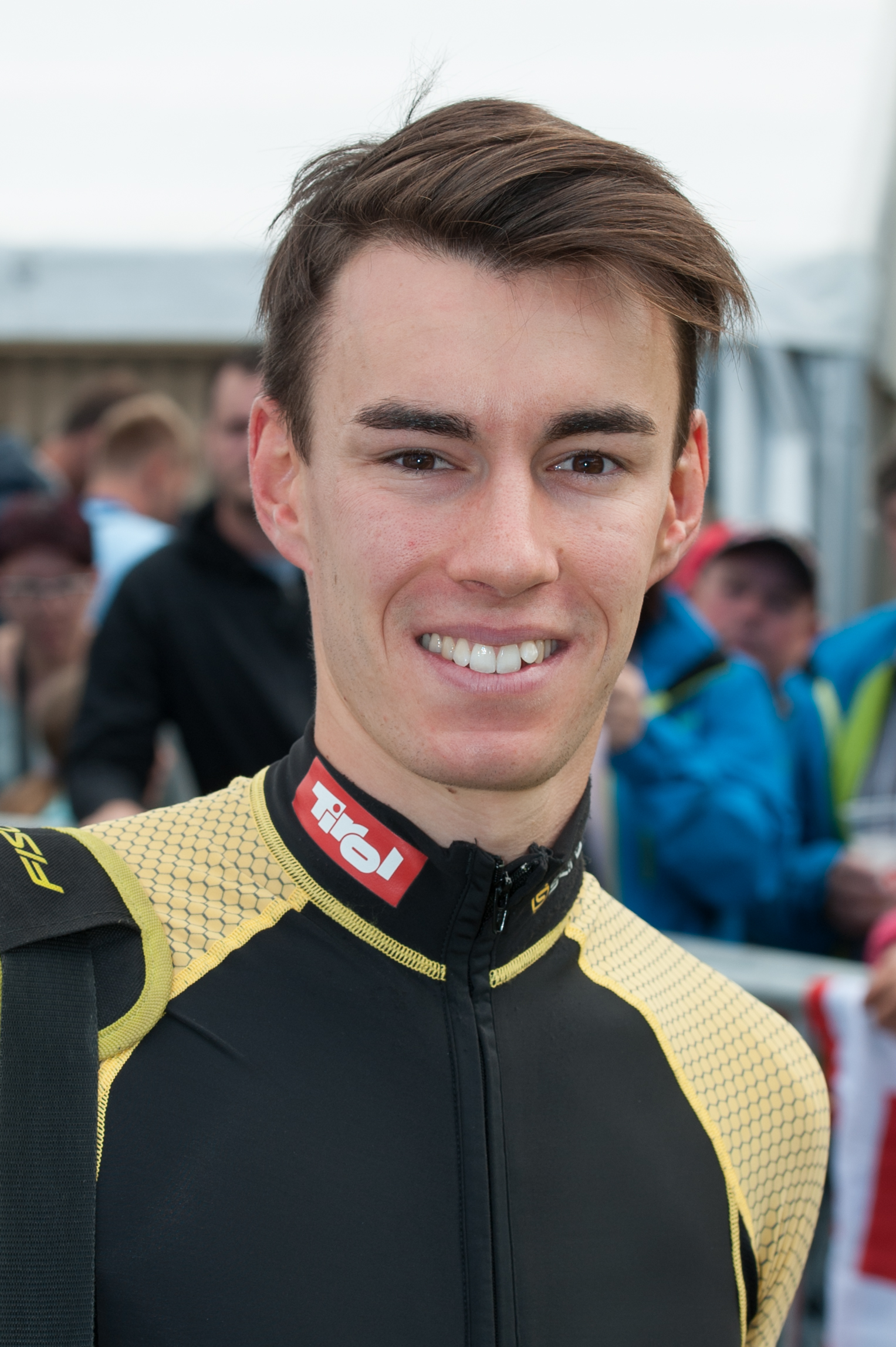
Stefan Kraft (2015)

### Übersicht
| Datum          | Ort                    | Schanze                         | Anmerkung      | Sieger                                                                                        | Zweiter                                                                                       | Dritter                                                                                       | Gesamtführender |
| -------------- | ---------------------- | ------------------------------- | -------------- | --------------------------------------------------------------------------------------------- | --------------------------------------------------------------------------------------------- | --------------------------------------------------------------------------------------------- | --------------- |
| 28.12.2014     | Oberstdorf             | Schattenbergschanze HS137       | Nacht          | Wettbewerb wegen starken Windes und Schneefalls abgebrochen. Ersatzwettkampf am 29. Dezember. | Wettbewerb wegen starken Windes und Schneefalls abgebrochen. Ersatzwettkampf am 29. Dezember. | Wettbewerb wegen starken Windes und Schneefalls abgebrochen. Ersatzwettkampf am 29. Dezember. | -               |
| 29.12.2014     | Oberstdorf             | Schattenbergschanze HS137       | Nacht          | Stefan Kraft                                                                                  | Michael Hayböck                                                                               | Peter Prevc                                                                                   | Stefan Kraft    |
| 01.01.2015     | Garmisch-Partenkirchen | Große Olympiaschanze HS142      |                | Anders Jacobsen                                                                               | Simon Ammann                                                                                  | Peter Prevc                                                                                   | Stefan Kraft    |
| 04.01.2015     | Innsbruck              | Bergiselschanze HS130           |                | Richard Freitag                                                                               | Stefan Kraft                                                                                  | Simon Ammann                                                                                  | Stefan Kraft    |
| 04.01.2015     | Innsbruck              | Bergiselschanze HS130           | Noriaki Kasai  | Richard Freitag                                                                               | Stefan Kraft                                                                                  |                                                                                               | Stefan Kraft    |
| 06.01.2015     | Bischofshofen          | Paul-Außerleitner-Schanze HS142 | Nacht          | Michael Hayböck                                                                               | Noriaki Kasai                                                                                 | Stefan Kraft                                                                                  | Stefan Kraft    |
| Gesamtwertung: | Gesamtwertung:         | Gesamtwertung:                  | Gesamtwertung: | Stefan Kraft                                                                                  | Michael Hayböck                                                                               | Peter Prevc                                                                                   |                 |

### Gesamtwertung der 63. Vierschanzentournee
Nach allen vier Springen wurden die Punkte der Springer aus allen vier Springen addiert. Der Springer mit der höchsten Punktzahl ist der Gesamtsieger der Tournee.
| Rang | Name                  | Punkte |
| ---- | --------------------- | ------ |
| 01   | Stefan Kraft          | 1106,7 |
| 02   | Michael Hayböck       | 1100,7 |
| 03   | Peter Prevc           | 1077,2 |
| 04   | Noriaki Kasai         | 1074,8 |
| 05   | Anders Jacobsen       | 1060,1 |
| 06   | Richard Freitag       | 1056,8 |
| 07   | Gregor Schlierenzauer | 1050,2 |
| 08   | Severin Freund        | 1022,5 |
| 09   | Roman Koudelka        | 1013,4 |
| 10   | Kamil Stoch           | 1009,4 |
| 11   | Anders Fannemel       | 0981,1 |
| 12   | Marinus Kraus         | 0954,9 |
| 13   | Michael Neumayer      | 0932,8 |
| 14   | Stephan Leyhe         | 0931,8 |
| 15   | Dmitri Wassiljew      | 0924,9 |
| 16   | Thomas Diethart       | 0899,8 |
| 17   | Simon Ammann          | 0898,9 |
| 18   | Rune Velta            | 0852,0 |
| 19   | Piotr Żyła            | 0819,4 |
| 20   | Anders Bardal         | 0810,7 |
| 21   | Johann André Forfang  | 0802,1 |
| 22   | Jernej Damjan         | 0771,9 |
| 23   | Andreas Kofler        | 0720,9 |
| 24   | Taku Takeuchi         | 0713,0 |
| 25   | Phillip Sjøen         | 0701,5 |
| 26   | Nejc Dežman           | 0669,8 |
| 27   | Matjaž Pungertar      | 0669,7 |
| 28   | Jan Matura            | 0658,7 |
| 29   | Robert Kranjec        | 0657,5 |
| 30   | Lauri Asikainen       | 0647,4 |
| 31   | Jarkko Määttä         | 0635,8 |
| 32   | Daiki Itō             | 0604,5 |
| 33   | Daniel Wenig          | 0561,3 |

| Rang | Name                     | Punkte |
| ---- | ------------------------ | ------ |
| 34   | Gregor Deschwanden       | 0558,1 |
| 35   | Wladislaw Bojarinzew     | 0556,1 |
| 36   | Dawid Kubacki            | 0535,8 |
| 37   | Aleksander Zniszczoł     | 0502,0 |
| 38   | Junshirō Kobayashi       | 0492,3 |
| 39   | Manuel Fettner           | 0446,0 |
| 40   | Daniel-André Tande       | 0439,2 |
| 41   | Kento Sakuyama           | 0424,4 |
| 42   | Anssi Koivuranta         | 0396,6 |
| 43   | Ilmir Chasetdinow        | 0325,6 |
| 44   | Vincent Descombes Sevoie | 0304,6 |
| 45   | Manuel Poppinger         | 0304,3 |
| 46   | Jakub Janda              | 0303,9 |
| 47   | Ronan Lamy Chappuis      | 0303,5 |
| 48   | Andreas Wank             | 0296,4 |
| 49   | Rok Justin               | 0195,8 |
| 50   | Markus Eisenbichler      | 0195,4 |
| 51   | Sami Niemi               | 0192,8 |
| 52   | Nicholas Fairall         | 0189,0 |
| 53   | Clemens Aigner           | 0187,1 |
| 54   | Wladimir Sografski       | 0185,2 |
| 55   | Davide Bresadola         | 0181,2 |
| 56   | Michail Maximotschkin    | 0175,4 |
| 57   | Matthew Rowley           | 0116,1 |
| 58   | Karl Geiger              | 0104,8 |
| 59   | Elias Tollinger          | 0100,4 |
| 60   | Bartłomiej Kłusek        | 0098,1 |
| 61   | Choi Seou                | 0091,0 |
| 62   | Klemens Murańka          | 0090,6 |
| 63   | Reruhi Shimizu           | 0089,5 |
| 64   | Tim Fuchs                | 0076,6 |
| 65   | Anže Lanišek             | 0066,4 |
| 66   | Jan Ziobro               | 0066,1 |

### Gesamtweltcupstand nach der Vierschanzentournee
| Rang | Name                  | Nation      | Punkte |
| ---- | --------------------- | ----------- | ------ |
| 01.  | Michael Hayböck       | Österreich  | 689    |
| 02.  | Stefan Kraft          | Österreich  | 617    |
| 03.  | Peter Prevc           | Slowenien   | 584    |
| 04.  | Roman Koudelka        | Tschechien  | 576    |
| 05.  | Anders Fannemel       | Norwegen    | 566    |
| 06.  | Simon Ammann          | Schweiz     | 556    |
| 07.  | Severin Freund        | Deutschland | 533    |
| 08.  | Gregor Schlierenzauer | Österreich  | 472    |
| 09.  | Noriaki Kasai         | Japan       | 440    |
| 10.  | Richard Freitag       | Deutschland | 383    |